# Psicologia del lavoro e delle organizzazioni
La psicologia del lavoro e delle organizzazioni è lo studio dei comportamenti delle persone nel contesto lavorativo e nello svolgimento della loro attività professionale in rapporto alle relazioni interpersonali, ai compiti da svolgere, alle regole e al funzionamento dell'organizzazione.
In altre parole essa ricava i modelli e le teorie della psicologia e li applica all'ambiente di lavoro, cercando di:
1. favorire sia il massimo benessere per le persone che lavorano, sia il massimo vantaggio per l'organizzazione per cui lavorano;
2. migliorare le condizioni psicologiche, la motivazione e i rapporti con gli interlocutori di ruolo, con l'azienda e con l'ambiente di lavoro in genere.

Tale disciplina, quindi, utilizza molti degli aspetti propri della psicologia generale nell'ambito organizzativo-gestionale. I campi d'applicazione della psicologia del lavoro e delle organizzazioni sono soprattutto: la gestione del personale, la leadership, la selezione, la valutazione, la formazione professionale, la comunicazione e i rapporti, le dinamiche di gruppo, la motivazione al lavoro, il sistema di ricompensa, lo sviluppo della carriera.

## Denominazione
La psicologia del lavoro e delle organizzazioni nasce come psicologia industriale e prima ancora come psicotecnica. La denominazione psicologia industriale apparve per la prima volta nel 1904, in un articolo di Bryan, come un errore tipografico al posto di psicologia individuale; negli Stati Uniti questo termine venne usato fino agli anni '70. Negli anni '50 per indicare la psicologia del lavoro, nella letteratura anglosassone, entrò in uso l'espressione occupational psychology, che negli Stati Uniti era invece riferita solo allo studio dell'orientamento professionale.
Fu in Italia, in un convegno del 1951, che Alberto Marzi propose di utilizzare l'espressione psicologia del lavoro invece di psicologia industriale. Nei paesi anglosassoni tuttavia è rimasta prevalente la definizione di industrial psychology, o industrial and organizational psychology. Meno utilizzata è l'espressione work psychology.

## Definizioni e differenze
La psicologia del lavoro e la psicologia delle organizzazioni sono due discipline unite nel loro complesso, ma distinte da alcune peculiarità.
- La psicologia del lavoro si occupa dell'analisi psicologica delle interazioni tra individuo e attività lavorativa. All'individuo viene richiesto lo svolgimento di un compito all'interno dell'organizzazione. Tale compito comprende al suo interno numerose variabili che vanno a influenzare la messa in opera da parte dell'individuo stesso: il carico di lavoro, l'ambiente lavorativo, gli atteggiamenti verso l'attività lavorativa, le caratteristiche del soggetto e le sue aspettative, il clima lavorativo ecc.
- La psicologia delle organizzazioni si occupa dell'analisi psicologica del comportamento di individui e gruppi in relazione al funzionamento delle organizzazioni. In questo campo l'individuo è visto come un soggetto membro di un gruppo definito organizzazione. Vengono analizzati i sistemi di interdipendenza tra individui e organizzazione che portano al raggiungimento di uno scopo comune e le relazioni che possono portare miglioramenti all'interno del gruppo.

## Storia
Come già accennato, la psicologia del lavoro nacque come psicologia industriale, che poi fu trasformata in "Psicologia industriale e organizzativa". La sua comparsa ufficiale si fa risalire alla pubblicazione, nel 1913, dell'opera "La psicologia e l'efficienza industriale" di Hugo Münsterberg, anche se il primo atto riconosciuto di intervento in azienda è del 1910, quando Jean Michel Lahy utilizzò per la prima volta dei test psicoattitudinali per la selezione del personale operaio.
Munsterberg era interessato all'applicazione dei tradizionali metodi psicologici ai problemi concreti dell'industria, in particolare all'organizzazione del lavoro e alla selezione del personale.
Fece studi sulla monotonia, l'affaticamento, sull'adattamento all'ambiente di lavoro e le prime analisi sulla motivazione al consumo e delle tecniche di vendita.
Siamo negli anni in cui si discuteva di organizzazione scientifica del lavoro al fine di migliorare la produttività e la componente psicologica aveva solo un ruolo accessorio. Lo sviluppo del taylorismo, infatti, contribuì a sviluppare attenzione verso lo studio dei procedimenti industriali e dei comportamenti delle persone sul lavoro, ma solo da un punto di vista prettamente tecnico e razionale.

### L'effetto Hawthorne
Furono gli studi e le ricerche di Elton George Mayo nel 1920 a dare alla psicologia industriale un ruolo fondamentale nell'ambito delle scienze sociali e organizzative. Mayo, fondatore della scuola delle Human Relations, attraverso gli esperimenti condotti presso lo stabilimento di Hawthorne della Western Electric, fu il primo a documentare scientificamente il collegamento tra elementi sociali, come le relazioni nel gruppo e il gioco di squadra, con elementi tangibili come la produttività e i risultati.
In particolare scoprì quello che viene definito effetto Hawthorne: i lavoratori chiamati a una nuova esperienza interessante lavorano di più e meglio.
Da altre sue ricerche Mayo concluse che:
- L'uomo è fondamentalmente motivato da bisogni di natura sociale, e ottiene dal rapporto con gli altri il suo senso di identità.
- In conseguenza della rivoluzione industriale e dell'organizzazione scientifica del lavoro, il lavoro è privo di significato intrinseco, che va cercato nei rapporti sociali che si formano sul lavoro.
- Il lavoratore è più influenzato dalla forza sociale del gruppo che da incentivi e controlli della Direzione.
- Il lavoratore risponde alla Direzione se essa ne rispetta i bisogni sociali.

Queste nuove concezioni e idee si oppongono alla vecchia immagine di Homo oeconomicus: l'uomo è motivato anzitutto da interessi economici e ogni altro interesse deve essere eliminato per non interferire con il calcolo razionale dell'interesse economico.
Al concetto di uomo economico si contrappose quello di uomo psicologico, visione che legittimava il lavoratore ad avere sentimenti ed emozioni, parte della sua prestazione lavorativa.

### Sviluppi successivi
La psicologia del lavoro, una volta evidenziati questi nuovi paradigmi, cercò di dare il suo contributo per migliorare le condizioni dei lavoratori.
Innanzitutto esplorò il campo della "human engineering", allo scopo di perseguire le condizioni di lavoro più confacenti alle proprietà sensoriali, fisiche e sociali del lavoratore (buona visibilità dell'ambiente, livello acustico sopportabile, leggibilità delle apparecchiature, postura durante il lavoro, meccanizzazione per risparmiare energia fisica, durata del lavoro e intervalli).

Inoltre, la ricerca focalizzò la sua attenzione sulle modalità di apprendimento maggiormente funzionali (tempi e movimenti).
Una innovazione furono lo studio per l'introduzione di una accurata selezione professionale, di un giusto criterio di "collocamento" e delle dinamiche di gruppo; a livello preventivo, vennero approfondite le probabilità di rischi infortunistici per ogni candidato.
Il nuovo concetto di lavoro subisce l'influenza di due scuole: da quella psicoanalitica deriva l'idea di uomo come possessore di una parte inconscia e, quindi, come attore di comunicazioni non solo razionali ma anche simboliche; dalla psicologia sociale eredita la concezione di pensiero collettivo, che introduce definitivamente nella definizione di lavoro la dimensione sociale e gruppale.

### Elliot Jaques e l'azienda come sistema aperto
Un punto critico della svolta metodologica della psicologia del lavoro e delle organizzazioni si colloca sicuramente negli studi e nelle sperimentazioni svolti dalla scuola socio-analitica che presso il Tavistock Institute of Human Relations di Londra, nell'immediato dopoguerra, mise a punto un metodo di ricerca per applicare al comportamento sociale i fondamenti della psicoanalisi freudiana. Con questo modello metodologico fu realizzato un intervento per la Glacier Metal Company (1948), sotto la guida di Elliot Jaques, per la sperimentazione di nuovi metodi di gestione nell'ambito dell'organizzazione aziendale. Nello stesso periodo, l'Istituto londinese attuò una ricerca sui metodi produttivi nelle miniere di carbone. Questi studi e sperimentazioni portarono alla definizione del modello organizzativo dell'azienda come sistema aperto, una rappresentazione dell'organizzazione semplice e ricca di sviluppi e di applicazioni sia teoriche sia pratiche.
Alcuni dei costrutti teorici cui la psicologia delle organizzazioni fa riferimento sono: la teoria dei sistemi, i principi della termodinamica e l'entropia, la nascente scienza della complessità.

### La piramide di Maslow e la motivazione dei lavoratori

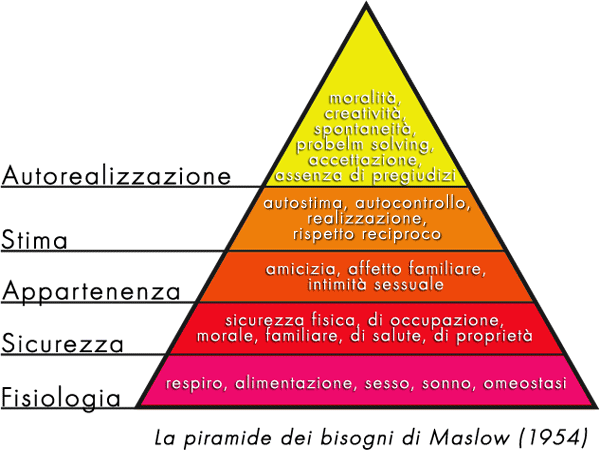
La piramide dei bisogni di Maslow

Tra il 1943 e il 1954 lo psicologo statunitense Abraham Maslow concepì il concetto di "Hierarchy of Needs" (gerarchia dei bisogni o necessità) e la divulgò nel libro Motivation and Personality del 1954.
Questa scala di bisogni è suddivisa in cinque differenti livelli, dai più elementari (necessari alla sopravvivenza dell'individuo) ai più complessi (di carattere sociale). L'individuo si realizza passando per i vari stadi, i quali devono essere soddisfatti in modo progressivo. Questa scala è internazionalmente conosciuta come "La piramide di Maslow". I livelli di bisogno concepiti sono:
1. Bisogni fisiologici (fame, sete, ecc.)
2. Bisogni di salvezza, sicurezza e protezione
3. Bisogni di appartenenza (affetto, identificazione)
4. Bisogni di stima, di prestigio, di successo
5. Bisogni di realizzazione di sé (realizzando la propria identità e le proprie aspettative e occupando una posizione soddisfacente nel gruppo sociale).

Successivamente sono giunte critiche a questa scala di identificazione, perché semplificherebbe in maniera drastica i reali bisogni dell'uomo e, soprattutto, il loro livello di "importanza". La scala sarebbe perciò più corretta in termini prettamente funzionali alla semplice sopravvivenza dell'individuo che in termini di affermazione sociale. Si tratterebbe perciò di bisogni di tipo psicofisiologico, più che psicologico in senso stretto. Altre critiche vertevano sul fatto che la successione dei livelli potrebbe non corrispondere a uno stato oggettivo condivisibile per tutti i soggetti.
Lo stesso Maslow nel libro Toward a Psychology of Being del 1968 aggiungerà alcuni livelli che aveva inizialmente ignorato.
L'applicazione di questa piramide alla psicologia del lavoro è dovuta a Douglas McGregor con la teoria X e teoria Y. Secondo la teoria X i lavoratori non sono motivati e devono essere guidati; mentre la teoria Y consiste nel postulare il fatto che i lavoratori vogliano lavorare, ma anche che il loro lavoro abbia un senso.

### La teoria della regolazione delle azioni di Winfried Hacker
In questa teoria, le azioni svolte dai lavoratori, vengono descritte secondo fasi sequenziali e livelli gerarchici delle modalità di controllo.
Semplificando, esistono tre livelli di consapevolezza dei processi e delle rappresentazioni che regolano simultaneamente le attività lavorative:
- una modalità di regolazione totalmente automatica e inconscia;
- una modalità basata sulla conoscenza e parzialmente cosciente;
- una modalità totalmente intellettuale.

Questi livelli si riferiscono a varie fasi della regolazione dell'azione lavorativa.
La prima fase è la preparazione dell'azione. Comprende l'orientamento sul compito e la ridefinizione del compito in un obiettivo impostato da sé. La fase di orientamento si occupa delle condizioni nelle quali l'obiettivo deve essere raggiunto, della disponibilità di metodi e strategie, e di quanta libertà d'azione ci sia nella scelta di tali metodi. Anche il coordinamento delle proprie azioni con quelle dei colleghi fa parte del processo di orientamento.
Le fasi finali sono l'attivazione e la valutazione. Il processo di attivazione è guidato dai riscontri continui sul raggiungimento degli obiettivi, ed è completato da una valutazione del risultato finale in termini economici.

## La psicologia del lavoro e delle organizzazioni in Italia
In Italia, la psicologia del lavoro e delle organizzazioni nacque tra la fine del XIX secolo e i primi anni del XX, in concomitanza con la rivoluzione industriale; infatti già ai primi del Novecento a Modena venne fondato un laboratorio di psicologia del lavoro.

Il mondo italiano dei ricercatori era molto fertile in quegli anni, basti pensare all'invenzione della definizione di "Psicotecnica" effettuata da Guido Dalla Valle,
oltre alla figura di Agostino Gemelli, considerato il padre della psicologia del lavoro in Italia, che dal 1908 in poi si attivò con una lunga serie di iniziative in questo ambito: studi, ricerche, riviste scientifiche e insegnamento.
Nel 1921 trasferì da Torino a Milano la sede del Laboratorio di psicologia sperimentale, eppure nonostante tutti questi sforzi profusi, ancora nel 1923, quando fu organizzato a Milano, sempre da Gemelli il terzo Congresso internazionale di psicologia applicata all'esercizio professionale, l'attenzione generale, in Italia, fu pressoché nulla.
Fu sempre Gemelli a polemizzare con il filosofo e ministro del governo fascista Giovanni Gentile, a causa del tentativo di asservire e inaridire la psicologia al potere economico e politico, e nel caso tedesco, dopo il 1933, addirittura di annientarla.
In Italia negli anni venti e trenta, mancò la determinazione e il coraggio di mutare la psicotecnica in psicosociologia, a causa di fattori politici, della scarsa penetrazione della psicoanalisi, della mancanza di strumenti essenziali come la ricerca e la scuola; questo fatto indusse gli psicologi ad allontanarsi dal mondo del lavoro, per rientrarvi solo nel secondo dopoguerra, quando incapparono, a causa di un ritardo formativo, giuridico, culturale, in una serie di equivoci e conflitti sia con le organizzazioni sindacali e gli imprenditori, sia con altri gruppi di ricercatori appartenenti ad altre discipline affini, come la medicina del lavoro, la sociologia.
Nel 1942, Adriano Olivetti, molto interessato alla psicologia, ha creato un centro di psicologia industriale, nel quale erano presenti Alberto Marzi, Fabio Metelli, e Cesare Musatti, quest'ultimo divenne direttore del centro. Dagli studi di questo centro risultò che i tempi e metodi usati in Olivetti fossero del tutto astratti e arbitrari. Poco dopo, Musatti abbandonò la fabbrica, per tornare più di un decennio dopo. Nel 1955 arrivò Francesco Novara in Olivetti, e trasformò il centro in un vero e proprio Centro di Psicologia, al quale lavorarono Emanuele Di Castro dal 1956, Silvano Del Lungo, Renato Rozzi dal 1961.
In Italia, ancora nel 1961, il 90% delle attività dei centri di psicologia del lavoro si occupava della selezione del personale, e solo in seguito i processi selettivi sono stati convertiti in orientativi.
Ma proprio in quegli anni il quadro dello sviluppo della psicologia del lavoro era sconfortante, perdurando l'assenza di Facoltà di psicologia, annoverando solo una scuola di specializzazione disponibile ai laureati in medicina o in filosofia.
Quindi il numero degli operanti nell'industria a livello nazionale era stimato a poche decine, a fronte di una richiesta dal mondo del lavoro stimabile intorno al migliaio.
Il 16 maggio 1961 nacque a Milano l'"Associazione per la psicologia italiana del lavoro", nella duplice veste di coordinatrice delle esperienze e delle professionalità
degli psicologi e di sensibilizzatrice degli enti e degli ambienti interessati e coinvolti nello studio e nella ricerca.

Nel 1962 venne elaborata la relazione Miotto che rappresentò il primo tentativo dell'era post-Gemelli di denunciare l'incomprensione esistente tra la psicologia e il mondo del lavoro, oltre a elencare minuziosamente le possibili applicazioni della psicologia.
Gli anni "caldi" iniziarono nel 1968 con gli scioperi della Pirelli e all'Italsider di Bagnoli, dai quali emersero prepotentemente le istanze dei lavoratori rivolte a un miglioramento complessivo della qualità del lavoro.
Sia il sindacato, sia gli psicologi furono costretti a cambiare strategia: i primi crearono la Federazione lavoratori metalmeccanici (1970), gli altri si sintonizzarono sulle innovazioni finanziarie e produttive, quali le tendenze accentratrici del capitale e quelle decentratrici dei lavoratori.

Dalla seconda metà degli anni sessanta sorsero nuove scuole di specializzazione un po' in tutta la Penisola.

Dalla seconda metà degli anni settanta la psicologia affronta le contraddizioni del mondo del lavoro, cercando di intervenire con competenza in ambiti interdisciplinari che riguardano sempre più l'ergonomia aziendale, cioè il macrosistema uomo-ambiente, uomo-macchina e uomo-uomo; i nuovi contratti sociali, i nuovi criteri e metodi lavorativi, la flessibilità e la riconvertibilità impellenti, le motivazioni del lavoratore, il rimescolamento e la nascita di nuove categorie e figure aziendali, la diffusione dei "quadri", la recessione della figura operaia, la dilagante automazione, le crisi economico-finanziarie e occupazionali.

## Argomenti affrontati
I principali argomenti affrontati sono:
- ambiente e sicurezza sul lavoro;
- differenze individuali;
- motivazione;
- soddisfazione lavorativa;
- competenza;
- carriera;
- rischi psicosociali;
- valori personali in ambito lavorativo;
- evoluzione di professionalità e tipologie lavorative;
- convivenza organizzativa;
- psicologia dell'imprenditorialità.